# Kalari járás
A Kalari járás (oroszul Каларский район) járás Oroszország Bajkálontúli határterületén. Székhelye Csara.
A járást 1938. szeptemberben hozták létre. Területe 56 800 km², a határterület legnagyobb járása.

## Népessége
- 2002-ben 9785 lakosa volt.
- 2010-ben 9051 lakosa volt.